# Sericulus aureus
Sericulus aureus là một loài chim trong họ Ptilonorhynchidae.